# Fruit– en Groentenveilingsvereniging Kwintsheul

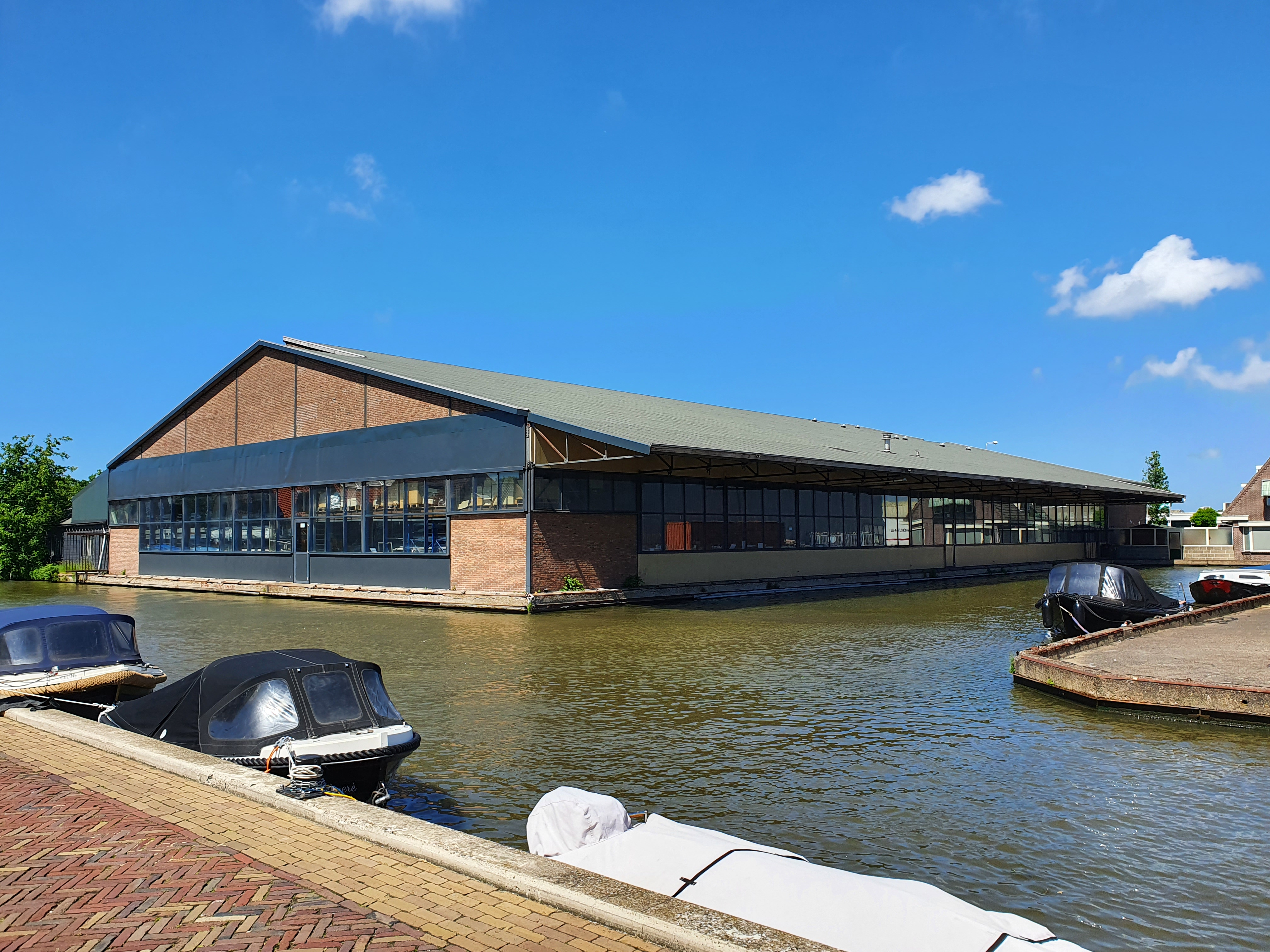
Voormalig gebouw en haven van de Fruit– en Groentenveilingsvereniging Kwintsheul. De luifel aan de voorkant is in 2021 verwijderd.

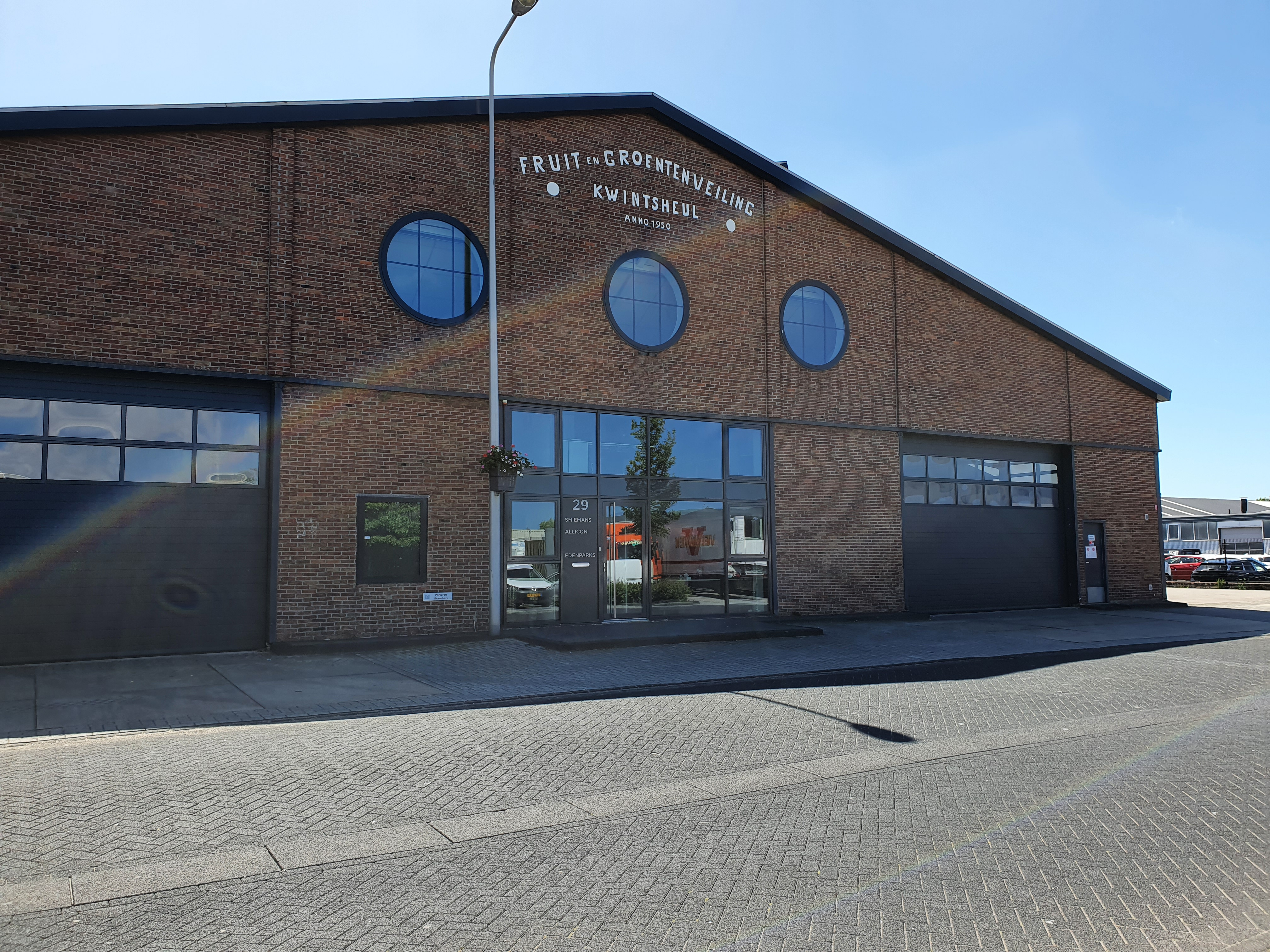
Voorkant van het voormalige veilinggebouw.

De Fruit– en Groentenveilingsvereniging Kwintsheul was van 1906 tot en met 1974 een veiling in Kwintsheul, Nederland. De veiling hield op te bestaan toen de leden in 1974 instemden met een fusie met de Veiling Westland Noord. Van de Westlandse veilingen bleef Kwintsheul het langst zelfstandig.

## Geschiedenis

### Oprichting en groei
Voordat de tuinders in Kwintsheul beschikten over een eigen veiling, brachten zij hun groente en fruit, sinds de oprichting van de veiling in Wateringen op 11 mei 1889, naar die plaats. Vanwege de afstand was het verlangen naar een eigen veiling in Kwintsheul groot. Meerdere gesprekken werden gevoerd totdat op 30 augustus 1906 tijdens een algemene vergadering door de 40 aanwezige tuinders een veilingvereniging werd opgericht. Aan de Lange Wateringkade kwam een veilinggebouw die in april 1907 werd geopend. Het afmijnen gebeurde met een elektrische afmijntoestel wat de snelheid van het veilen ten goede kwam en de producten werden op roltafels langs het afmijntoestel gereden. De veiling was een succes en de omzet groeide van 119.318 gulden in 1907 naar 164.000 in 1914. Vanwege de groei moest de veiling ook meerdere keren uitbreiden. Vanwege innovaties in de tomatenteelt, een teelt waar vooral de Heulse tuinders zich op richtten, bleef de productie toenemen waardoor in de jaren twintig opnieuw ruimtegebrek was. Niet alleen de veiling maar ook het water Lange Watering kon de vele beladen schuiten niet aan. 
Vanwege ruimtegebrek werd aan de andere kant van de Lange Wateringkade in 1928 een nieuw veilingterrein ingericht die twee keer zo groot was als de oude veiling. Er kwamen ruime hallen met luifels en havens en een fustloods. De omzet bleef stegen waardoor in 1930 een topjaar werd geboekt met een omzet van 1.707.541 gulden. De crisis van de jaren dertig kwam hard aan en de omzet liep sterk terug. Het dieptepunt lag in 1935 toen een omzet van 852.791 gulden werd behaald. Minimumprijzen werden in die tijd vaak niet gehaald waardoor tomaten doordraaiden en alleen nog dienden als veevoer. Vanaf 1935 ging het geleidelijk beter. 
Tijdens de Tweede Wereldoorlog ging het er voortvarend aan toe vanwege een sterke binnenlandse en Duitse vraag. De omzet in 1941 bedroeg 2.5 miljoen gulden en dit steeg verder tot het einde van de oorlog. Na de oorlog werd de veiling weer uitgebreid met de bouw van een nieuwe hal in 1949. De omzet steeg van 5 miljoen in 1946 tot ruim 9 miljoen gulden in 1955. Tomaten hadden hierin het grootste aandeel met 60%. In 1958 bereikte de omzet een hoogte van ruim 13 miljoen gulden en was hiermee de derde groenteveiling van het Westland, na Westerlee en Poeldijk.

### Fusie
In de jaren zestig werd gesproken over de noodzaak tot het concentreren van veilingen. Bijna iedere plaats had toen nog zijn eigen groenteveiling. Na bespreking besloten in 1967 de groenteveilingen van Poeldijk, Loosduinen, Honselersdijk en Wateringen te fuseren tot Veiling Westland Noord en een nieuw veilingcomplex te bouwen. Kwintsheul zag ondanks hevige discussies een dergelijke fusie niet zitten. Zij wilde wel met Wateringen maar die had zich al aangesloten bij de andere veilingen. Voorlopig bleef Kwintsheul nog zelfstandig en werd het veilingterrein weer uitgebreid. De omzet bedroeg in 1967 31 miljoen gulden. De stijging zat in tomaten die van 12 naar 24 miljoen stegen, in kroppen sla, die van 10 naar 25 miljoen stuks stegen en in komkommers die van 1.1 miljoen naar 6.6 miljoen stuks stegen.
In de jaren zeventig waren nog vier veilingen over: Delft-Westerlee, Westland Noord, Westland Zuid en Kwintsheul. In die tijd steeg de omzet nog steeds, naar 41.5 miljoen in 1973, maar de prijsvorming liep achter bij de andere veilingen. Een werkgroep, die onderzoek moest doen naar de toekomst van de veiling, adviseerde voor een fusie met Westland Noord. Alleen tijdens een stemming op 9 april 1974 onder de leden werd op vier stemmen na geen twee derde meerderheid gehaald waarop het voorstel werd afgewezen. Hierop volgden hevige discussies en twintig dagen later volgde een nieuwe stemming. Tijdens de nieuwe stemming was de grote meerderheid voor aansluiting bij Westland Noord. Tot eind 1974 werd de veiling Kwintsheul nog gebruikt als aanvoerpunt. Daarna werd het terrein verkocht en als bedrijventerrein in gebruik genomen.

### Overblijfselen
Van het voormalige veilingcomplex brandde in 1997 een veilinghal volledig af. Wat in 2022 nog rest is een veilinghal met overkapping en een haven. Dit zijn een van de weinige overblijfselen van de oude groenteveilingen die vroeger in ieder Westlands dorp wel te vinden was. Vanaf 2019 loopt een onderzoek naar het bestempelen van de hal en haven als gemeentemonument of beschermd dorpsgezicht.

## Bron
- Chris Batist (2018): Fruit– en Groentenveilingsvereniging Kwintsheul 1906 - 1974, uit jaarverslag 2018 van de Historische vereniging Wateringen-Kwintsheul